# Braunsberg (Bergisch Gladbach)
Braunsberg  ist ein Ortsteil in den Stadtteilen Herkenrath (bis Haus-Nummer 20 auf der geraden Seite und bis 19 auf der ungeraden Seite) und Asselborn (ab Haus-Nummer 22 auf der geraden Seite und ab 25 auf der ungeraden Seite) von Bergisch Gladbach. 

## Geschichte
Braunsberg liegt an der L 289 von Herkenrath nach Spitze. Laut Urkataster handelt es sich um eine frühneuzeitliche Siedlungsgründung mit dem ursprünglichen Namen Brüngsberg. 
Laut der Uebersicht des Regierungs-Bezirks Cöln besaß der als „Bauergüter“ kategorisierte Ort 1845 zwei Wohnhäuser. Zu dieser Zeit lebten zwölf Einwohner im Ort, alle katholischen Glaubens. Im Jahr 1905 gab es in Braunsberg zehn Wohngebäude mit 57 Einwohnern. Das mittelhochdeutsche Wort „brunnech“ (= durch Quellen versumpftes Land) könnte einen etymologischen Bezug zum Ortsnamen haben, zumal das Gelände zwischen zwei Bachläufen liegt.